# Comuna Huli, Bar
Huli (în ucraineană Гулі) este o comună în raionul Bar, regiunea Vinnița, Ucraina, formată din satele Huli (reședința) și Sloboda-Hulivska.

## Demografie
Componența lingvistică a satului Huli
     Ucraineană (98,66%)
     Rusă (1,15%)
     Alte limbi (0,2%)
Conform recensământului din 2001, majoritatea populației satului Huli era vorbitoare de ucraineană (98,66%), existând în minoritate și vorbitori de rusă (1,15%).